# Galium boreoaethiopicum
Galium boreoaethiopicum är en måreväxtart som beskrevs av Christian Puff. Galium boreoaethiopicum ingår i släktet måror, och familjen måreväxter.
Artens utbredningsområde är Etiopien. Inga underarter finns listade i Catalogue of Life.